# Rapl
Rapl je český kriminální televizní seriál produkovaný a vysílaný Českou televizí, v režii Jana Pachla, který je také autorem scénáře a spolu s Josefem Vieweghem autorem námětu. V osobě hlavního hrdiny, policejního vyšetřovatele Kuneše v podání Hynka Čermáka, Rapl volně navazuje (jako tzv. spin-off) na předchozí seriál Cirkus Bukowsky. Třináctidílnou první řadu seriálu vysílala v premiéře Česká televize od 29. srpna 2016.
Seriál se umístil v anketě mezi čtenáři iDNES.cz jako druhý nejlepší český krimiseriál desetiletí po Případech 1. oddělení.
Seriál byl nominován na Českého lva a na cenu evropského televizního festivalu Prix Europa.
V listopadu 2017 bylo zahájeno natáčení druhé řady. Má také 13 dílů, natáčení trvalo do podzimu 2018. Vysílána byla počátkem roku 2019.

## Obsazení

### Hlavní a vedlejší role
| Hynek Čermák     | major Kuneš                                  |
| Alexej Pyško     | podplukovník Jan Rohan                       |
| Lukáš Příkazký   | nadporučík Robin Lupínek                     |
| Lucie Žáčková    | poručík Jana Slepičková                      |
| Jan Dolanský     | kapitán Marek Gregor                         |
| Tomáš Jeřábek    | podporučík Mácha                             |
| Lukáš Vaculík    | KáGeBák Hojzar                               |
| Kristýna Frejová | Marta Rohanová, Manželka Jana Rohana         |
| Miroslav Etzler  | Lucas Rohan, bratr podplukovníka Jana Rohana |
| Naďa Urbánková   | Máchova matka                                |
| Sara Sandeva     | Johana Kunešová, dcera majora Kuneše         |
| Dana Černá       | Plukovnice Gabriela Hvozdíková               |
| Jiří Vyorálek    | farář Kocman                                 |
| Aneta Krejčíková | Lucie Lupínková, manželka Robina             |
| Jitka Ježková    | Vanesa Gregorová, Manželka Marka Gregora     |
| Stanislav Majer  | Radovan Šoupal                               |
| Klára Cibulková  | Alice Šoupalová                              |
| Igor Orozovič    | doktor Zíka                                  |
| Cyril Drozda     | policejní patolog Knecht                     |

### Epizodní role
| Radek Bruna           | Dalibor Vitzner (1. díl)    |
| Hana Igonda Ševčíková | Vitznerová (1. díl)         |
| Tomáš Racek           | Rudolf Deml (1. díl)        |
| Hana Kusnjerová       | prostitutka Stejša (2. díl) |
| Jan Jankovský         | František Krcho (2. díl)    |
| Martin Kraus          | Antonín Pečinka (3. díl)    |
| Filip Menzel          | Martin Wagner               |
| Martin Písařík        | Pumpař Rostislav Berka      |
| Tomáš Turek           | Pavel Smrčina               |
| Simona Postlerová     | Učitelka Dana Pechníková    |
| Dušan Sitek           | Hajný František Steigerwald |
| Jiří Maryško          | Václavík                    |
| Petr Drozda           | hostinský Ladislav Drozda   |
| Martina Preissová     | Miluše Drozdová             |
| David Steigerwald     | Celník Zdeněk Hruška        |
| Jiří Bábek            | Celník Roman Štajdl         |
| Jan Bidlas            | Gambler Alexander Dovženko  |
| Shimo Shield Potiska  | Krupiérka Veronika Krupská  |
| Philip Schenker       | Stadler                     |
| Ivo Trajkov           | Željko Čubrič               |
| Petr Jeništa          | Lékárník Tausig             |
| Rostislav Novák st.   | Vladimír Stakoš             |

## Seznam dílů

### První řada (2016)
| Č. v seriálu | Č. v řadě | Název         | Režie     | Scénář    | Datum premiéry     | Sledovanost (v mil. diváků) |
| ------------ | --------- | ------------- | --------- | --------- | ------------------ | --------------------------- |
| 1            | 1         | Nástřel       | Jan Pachl | Jan Pachl | 29. srpna 2016     | 1,298                       |
| 2            | 2         | Křížová cesta | Jan Pachl | Jan Pachl | 5. září 2016       | 1,288                       |
| 3            | 3         | Smrt na lovu  | Jan Pachl | Jan Pachl | 12. září 2016      | 1,230                       |
| 4            | 4         | Bludný kořen  | Jan Pachl | Jan Pachl | 19. září 2016      | 1,239                       |
| 5            | 5         | Zatmění       | Jan Pachl | Jan Pachl | 26. září 2016      | 1,221                       |
| 6            | 6         | Oheň          | Jan Pachl | Jan Pachl | 3. října 2016      | 1,237                       |
| 7            | 7         | Krvavý revír  | Jan Pachl | Jan Pachl | 10. října 2016     | 1,315                       |
| 8            | 8         | Agent         | Jan Pachl | Jan Pachl | 17. října 2016     | 1,224                       |
| 9            | 9         | Amok          | Jan Pachl | Jan Pachl | 24. října 2016     | 1,245                       |
| 10           | 10        | Black Jack    | Jan Pachl | Jan Pachl | 31. října 2016     | 1,191                       |
| 11           | 11        | Tichá voda    | Jan Pachl | Jan Pachl | 7. listopadu 2016  | 1,248                       |
| 12           | 12        | Zdař Bůh!     | Jan Pachl | Jan Pachl | 14. listopadu 2016 | 1,253                       |
| 13           | 13        | Zimmer frei   | Jan Pachl | Jan Pachl | 21. listopadu 2016 | 1,254                       |

### Druhá řada (2019)
| Č. v seriálu | Č. v řadě | Název                  | Režie     | Scénář    | Datum premiéry  | Sledovanost (v mil. diváků) |
| ------------ | --------- | ---------------------- | --------- | --------- | --------------- | --------------------------- |
| 14           | 1         | Exekuce                | Jan Pachl | Jan Pachl | 7. ledna 2019   | 1,477                       |
| 15           | 2         | Operace Ofsajd         | Jan Pachl | Jan Pachl | 14. ledna 2019  | 1,245                       |
| 16           | 3         | Echt gold              | Jan Pachl | Jan Pachl | 21. ledna 2019  | 1,251                       |
| 17           | 4         | Hrdinové nepracují     | Jan Pachl | Jan Pachl | 28. ledna 2019  | 1,336                       |
| 18           | 5         | Útulek doktora Knechta | Jan Pachl | Jan Pachl | 4. února 2019   | 1,276                       |
| 19           | 6         | Sardinky               | Jan Pachl | Jan Pachl | 11. února 2019  | 1,319                       |
| 20           | 7         | Bubáci                 | Jan Pachl | Jan Pachl | 18. února 2019  | 1,318                       |
| 21           | 8         | Trefa do Tlustého      | Jan Pachl | Jan Pachl | 25. února 2019  | 1,204                       |
| 22           | 9         | Kebab Aleppo           | Jan Pachl | Jan Pachl | 4. března 2019  | 1,231                       |
| 23           | 10        | Ahoy Sázavo            | Jan Pachl | Jan Pachl | 11. března 2019 | 1,157                       |
| 24           | 11        | Cvokhaus               | Jan Pachl | Jan Pachl | 18. března 2019 | 1,205                       |
| 25           | 12        | Ryba smrdí od hlavy    | Jan Pachl | Jan Pachl | 25. března 2019 | 1,143                       |
| 26           | 13        | Dobro došli!           | Jan Pachl | Jan Pachl | 1. dubna 2019   | 1,168                       |